# Joseph Herrmann
Joseph Karl Gottlieb Herrmann, häufig auch Hermann, (* 12. März 1800 in Dresden; † 7. November 1869 in Loschwitz) war ein deutscher Bildhauer.

## Leben

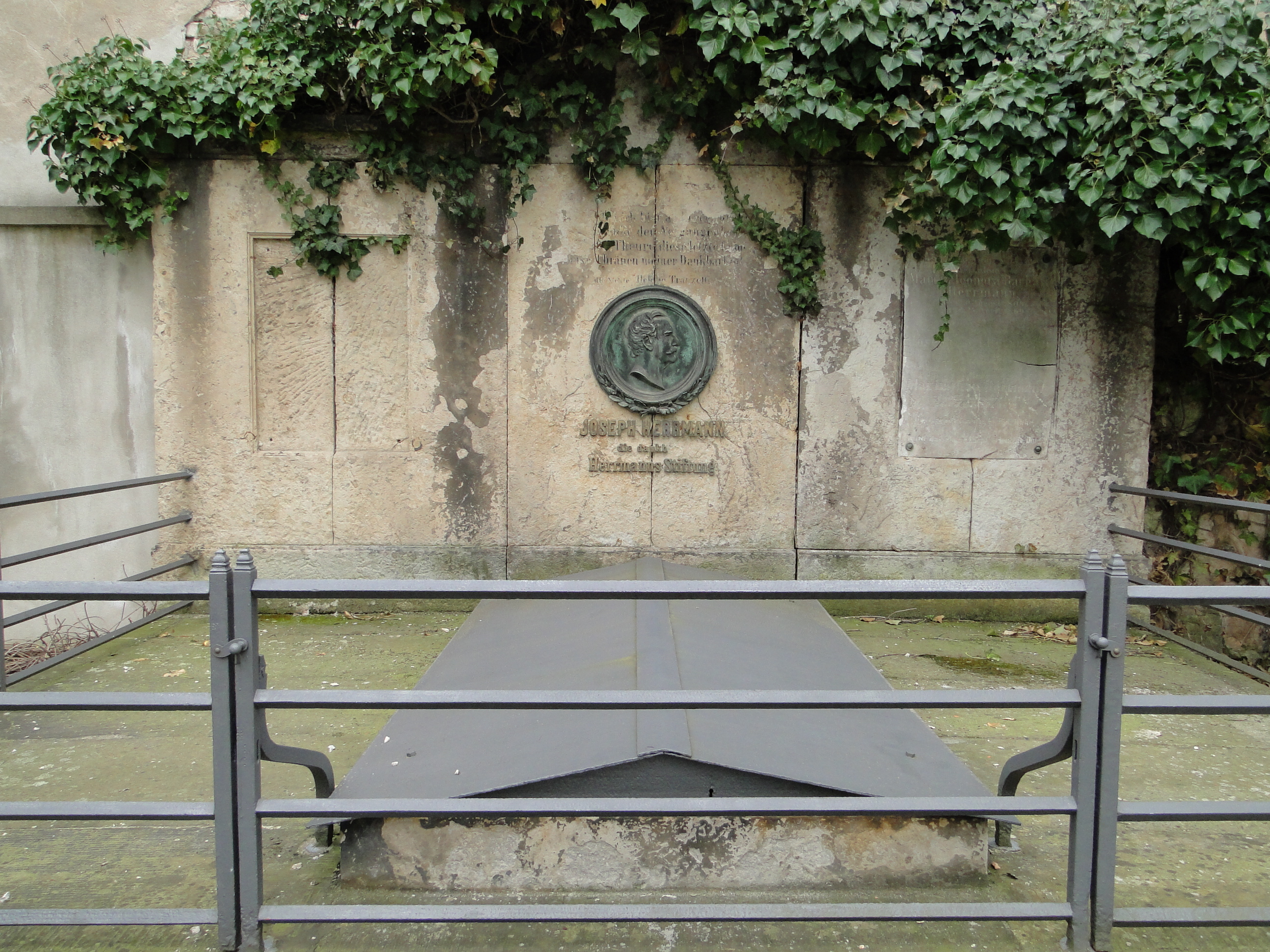
Grab von Joseph Herrmann auf dem Alten Katholischen Friedhof in Dresden

Joseph Herrmann wurde am 12. März 1800 in Dresden geboren, sein Vater war der Bildhauer Joseph Dominik Herrmann. Von 1815 bis 1820 studierte er an der Dresdner Kunstakademie und war 1819 Schüler bei Christian Gottlieb Kühn. Im Jahr 1820 ging er mit Unterstützung des Sächsischen Königs Friedrich August I. nach Rom und schloss sich dort der Künstlergruppe um Julius Schnorr von Carolsfeld, Carl Christian Vogel von Vogelstein und Ludwig Richter an und wurde Mitarbeiter im Atelier des Bildhauers Bertel Thorvaldsen, wo er über zehn Jahre blieb.
Im Februar 1821 gehörte er zu den Gründungsmitgliedern der deutschen (Künstler)bibliothek in Rom. Sein Skizzenbuch aus dem Jahre 1822 gehört heute zum Bestand des Dresdner Stadtmuseums. Im Jahr 1823 schuf Joseph Herrmann, nach einer Skizze von Bertel Thorvaldsen, die Statue des Apostels Andreas für die Reihe der 12 Aposteln in der Frauenkirche Kopenhagen und für das Giebelfeld der Frauenkirche fertigte er den gebeugt sitzenden greisen Schriftgelehrten (Zweite Figur von links).
Im Auftrag des Kronprinzen von Bayern schuf er 1825 eine Büste Johann III. von Dalberg, Bischof von Worms, für die Walhalla.
1828 empfahl ihn Bertel Thorvaldsen dem sächsischen Hofe zur Lieferung eines Brustbildes des Königs Friedrich August I. für die Aula der Tharandter Forstakademie.
Joseph Herrmann kehrte 1831 zurück nach Dresden. In dieser Zeit entstand das Relief der sitzenden Saxonia für den Vordergiebel der Altstädter Hauptwache und 1834 restaurierte er die Corradinischen Vasen am Eingang zum Großen Garten in Dresden.
Von 1835 bis 1852 folgte ein längerer Arbeitsaufenthalt in Sankt Petersburg. 1836 ehrte die Petersburger Kunstakademie Joseph Herrmann mit dem Künstlerdiplom. In Sankt Petersburg wirkte er an der künstlerischen Gestaltung des Winterpalais mit. Zum Tode von Friedrich Wilhelm III., 1840, fertigte er für die Petersburger Trauerfeierlichkeiten sieben Kolossalfiguren aus Alabastergips. Um 1844 schuf er die 24 Engel an der Kuppel der Isaakskathedrale in Sankt Petersburg. 1850 stellte er in Sankt Petersburg eine Büste seiner Gattin aus.
Nach 1852 siedelte er, in Russland zu Wohlstand gekommen, wieder nach Dresden-Loschwitz um und war bis zu seinem Tod freischaffend tätig. Sein Besitztum und 22 000 Taler vermachte er der Dresdner Künstlerschaft. Seine letzte Ruhestätte befindet sich auf dem Alten Katholischen Friedhof in Dresden.
Ein Bildnis Joseph Herrmanns (Kupferstich) vom Maler Carl Christian Vogel von Vogelstein von 1820 befindet sich im Kupferstichkabinett Dresden, eine Bleistiftzeichnung von Gustav Adolph Hennig (Rom 1823) befindet sich in Leipziger Privatbesitz und ein Bronzerelief von Carl Schlüter an Joseph Herrmanns Grabmal auf dem alten katholischen Friedhof zu Dresden.
Bildergalerie

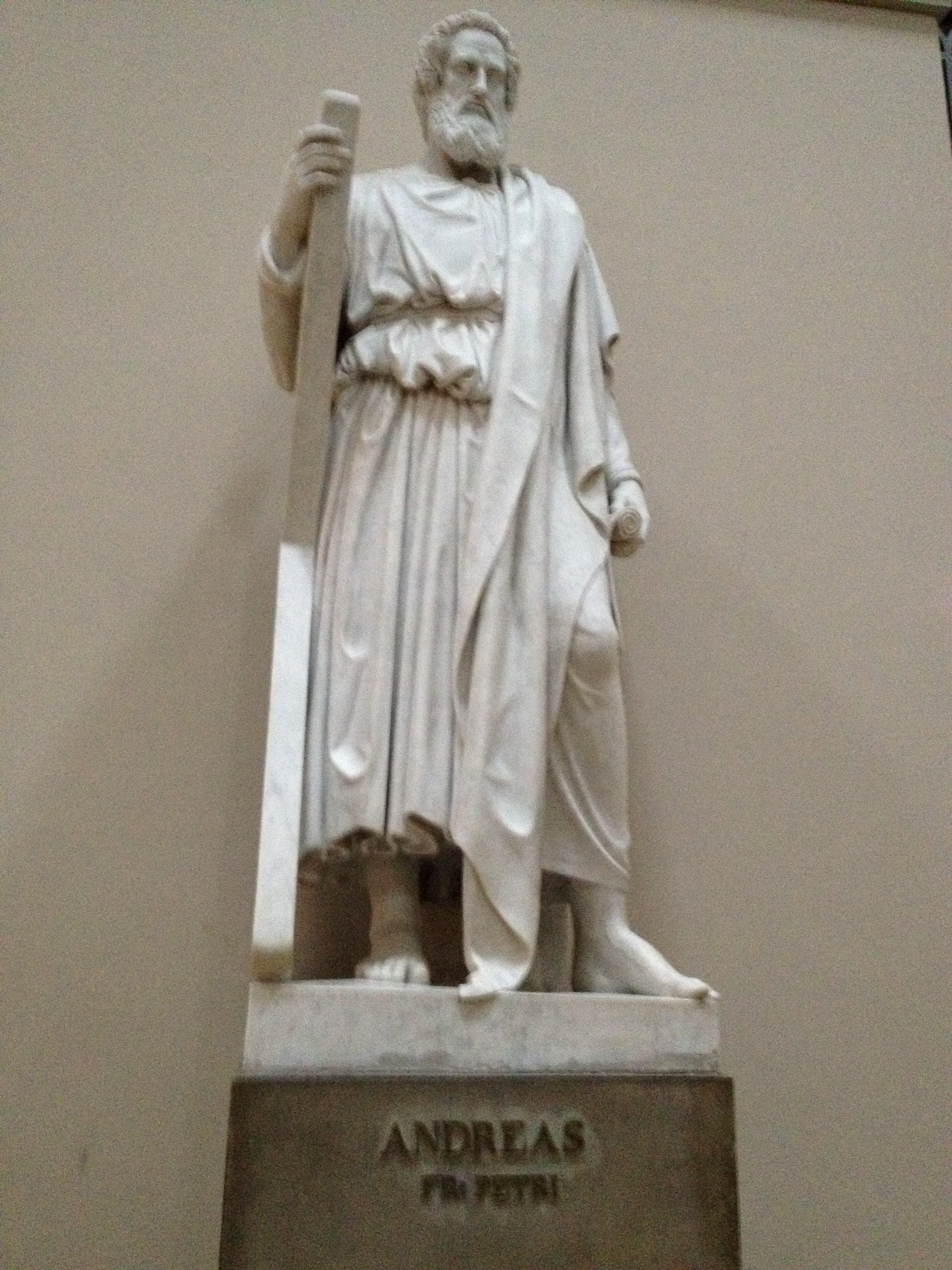
Apostel Andreas-Statue in der Frauenkirche Kopenhagen (1823)
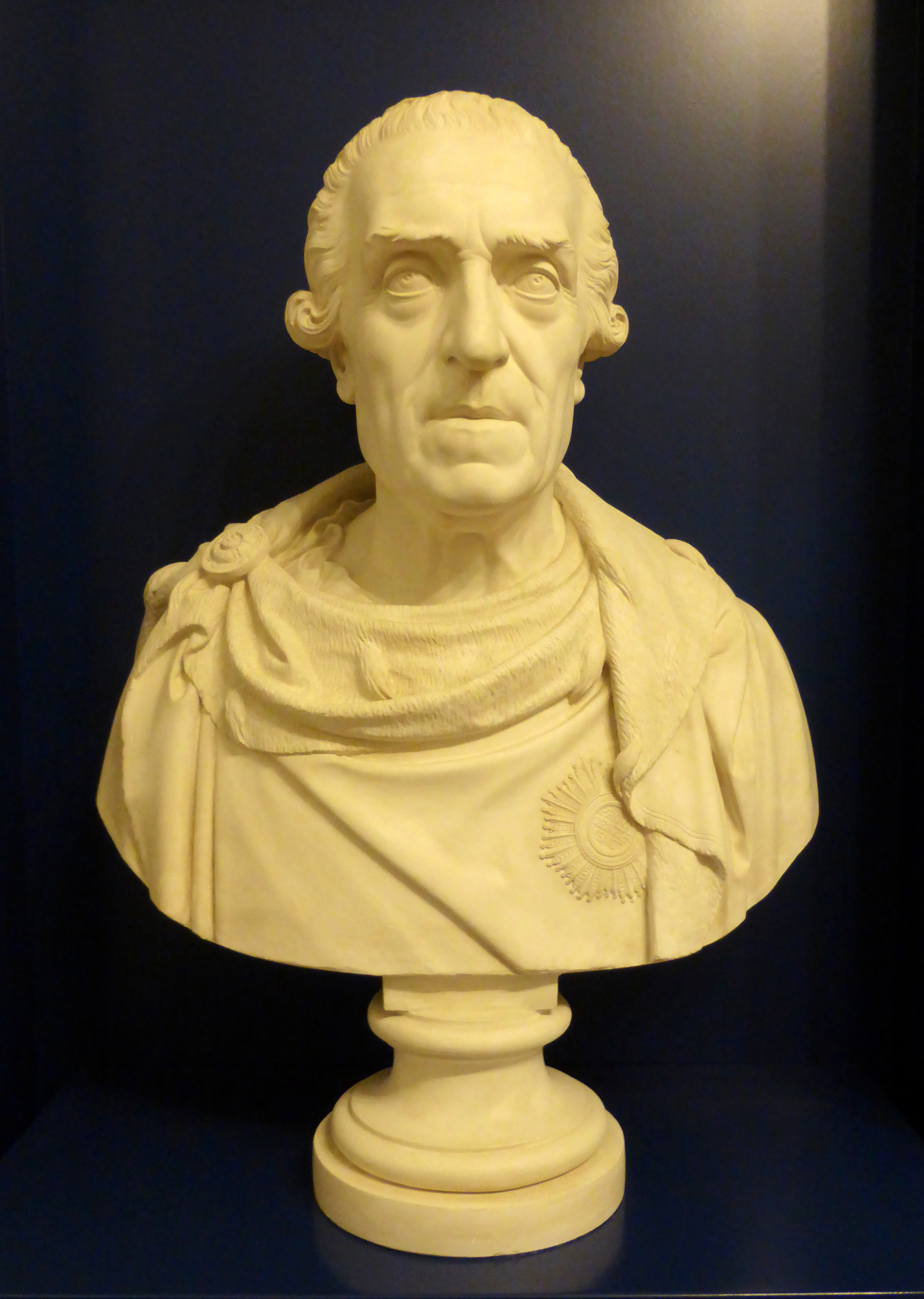
Büste König Friedrich August I. (1828)
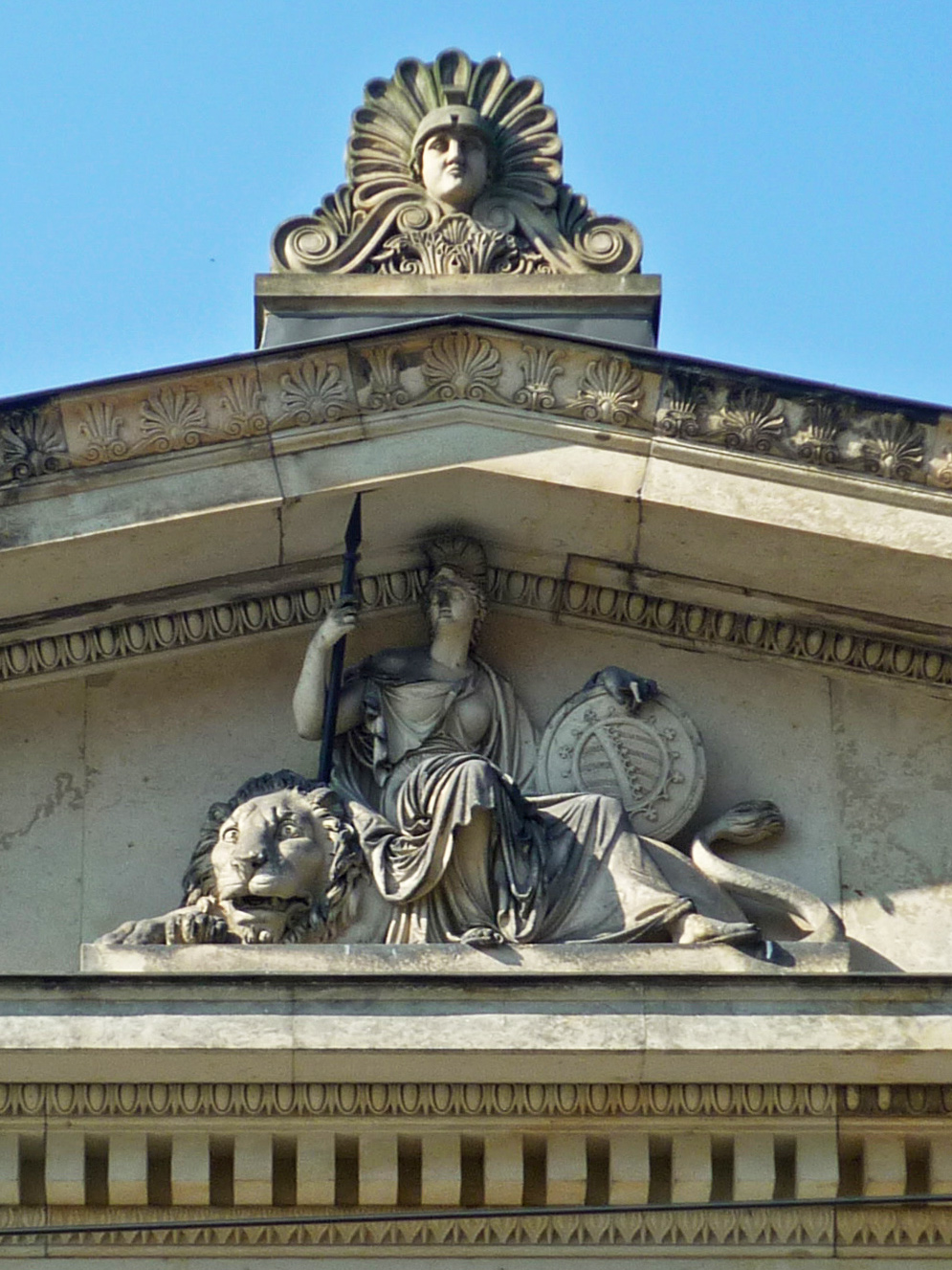
Saxonia, Altstädtische Hauptwache Dresden (1831)
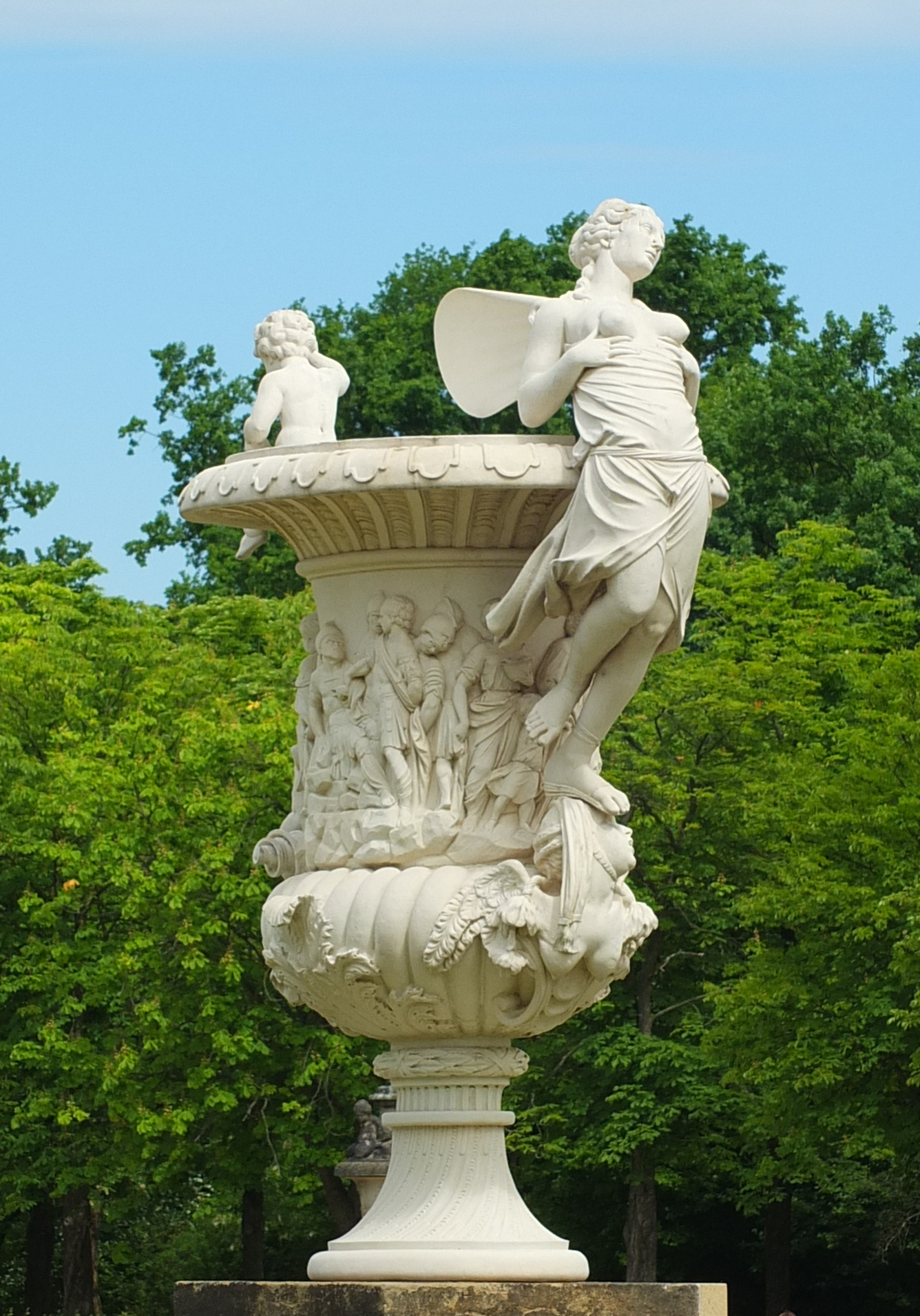
Corradinischen Vasen – Restaurierung 1834
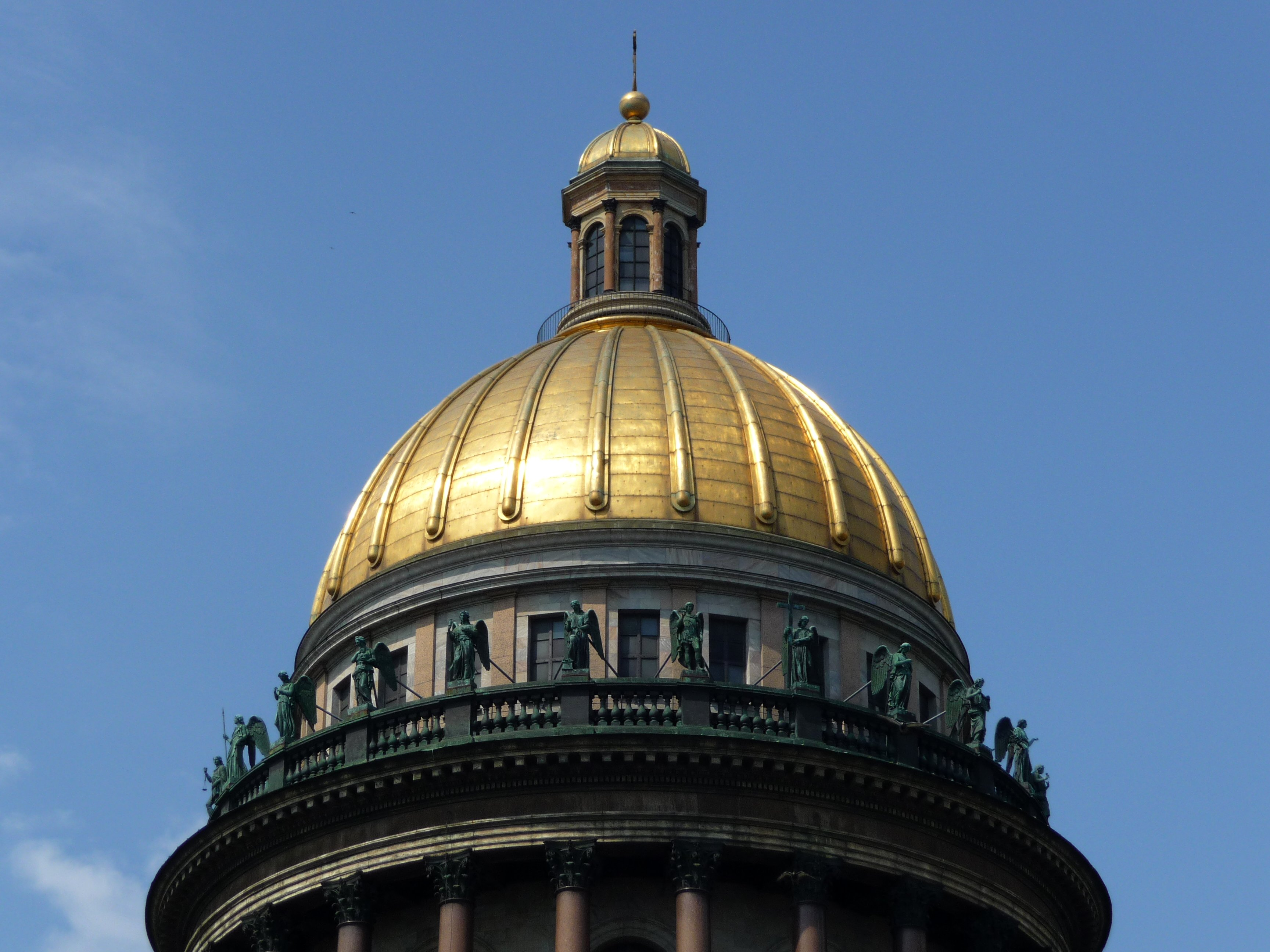
24 Engel an der Kuppel der Isaakskathedrale (um 1844)

## Werke (Auswahl)
- 1816: zwei Kinderköpfe in Gips
- 1816: Hippokrates-Statue aus Ton bossiert und in Gips gegossen
- 1816: Reliefbild eines naturalistischen Aktes
- 1823: Statue des Apostels Andreas (nach einer Skizze von Bertel Thorvaldsen) für die Frauenkirche Kopenhagen
- 1823: Marmorbüste George Washingtons
- 1825: Büste des Johann von Dalberg für die Walhalla
- 1828: Marmorbüsten von König Friedrich August I. und von König Anton von Sachsen
- 1829: Marmorbüste vom späteren König Friedrich August II.
- 1831: Giebel der Altstädter Wache mit der Saxonia in Dresden
- 1844: 24 Engel an der Kuppel der Isaakskathedrale in Sankt Petersburg
- 1869: Joseph-Herrmann-Denkmal in Dresden-Loschwitz, Denkmal für seinen Vater, der 1799 drei Fischer aus den Hochwasserfluten der Elbe rettete[3]